# ISO 639-2
L'ISO 639-2 est une partie de la norme ISO 639.
L’ISO 639-2 (1998), intitulée « Codes pour la représentation des noms de langue - Partie 2 : Code alpha-3 », contient des codes pour des langues individuelles ou groupes de langues.
La plupart des codes sont présents dans ISO 639-3  ou l’ISO 639-5 avec des significations identiques .

## Objet de la norme
L’ISO 639-2 définit, en plus de l’ISO 639-1, des codes désignant des groupes de langues (arabe, quechua, chinois…), ainsi que des codes spéciaux :
- mis utilisé pour une langue identifiée mais qui ne dispose ou ne disposait pas encore de codes alpha-2 ou alpha-3 (ce code étant complété souvent d’extensions codifiées pour l’écriture utilisée et l’emplacement géographique, ou non codifiées pour les variantes linguistiques) ;
- mul pour codifier les contenus multilingues, c’est-à-dire quand il n’est pas possible d’étiqueter ses éléments séparément et que ceux-ci utilisent des langues différentes, et que la liste des langues ne peut être spécifiée pour le contenu tout entier ;
- und pour codifier toute langue inconnue ou non complètement identifiable ;
- zxx pour coder l’absence de tout contenu linguistique ou attribuable à une langue ou groupe de langue particulier (par exemple une photo de la Lune, un fond musical, etc.) ;
- et enfin qaa à qtz, un espace de 520 autres codes réservés, laissés à un usage privé hors du champ de la normalisation.

Certaines langues (22 en tout) sont codées dans l’ISO 639-2 par deux codes différents : « terminologique » (symbole T) et « bibliographique » (symbole B).
Par exemple pour l’allemand, on a :
- ger pour le code bibliographique (conservé pour des raisons de compatibilité historique avec les systèmes d’échanges et de classification d’information bibliographiques normalisés dans certains pays) ;
- deu pour le code terminologique (à utiliser dans tous les autres cas, y compris pour l’usage selon la norme technique RFC 5646[1] / BCP 47 de code de langue IETF).

De même, pour le français :
- fre est le code alpha-3 bibliographique ;
- fra est le code alpha-3 terminologique.

## Codification alpha-3
La norme ISO 639-3 utilise des codes à 3 caractères latins. Cette codification donne la possibilité théorique de coder 263=17 576 langues différentes.
Les codes à 3 lettres sont utilisés aussi pour l’ISO 639-3 et l’ISO 639-5.

## Sources et références
1. ↑  (en) Request for comments no 5646